# جيمي ميلر (مغني)
جيمي ميلر (بالإنجليزية: Jamie Miller)‏، المولود في 9 سبتمبر 1997 في كارديف، ويلز، مغني وكاتب أغاني بريطاني.
سجل ميلر نفسه في ذا إكس فاكتور، لكن لسوء الحظ، لم ينجح في الاختبار. ولكن بعد ذلك بعدة مرات، في عام 2017، جرب جيمي لقطة أخرى من خلال الانضمام إلى اختبار ذا فويس بريطانيا في موسمه السادس. نجح في اجتياز الاختبار وتم اختياره بشكل مباشر ليكون أحد فريق جنيفر هدسون. بعد انضمامه إلى ذا فويس، اجتاز دائمًا اختيارات مختلفة ، بدءًا من الاختبار الأعمى وجولة المعركة والعرض الحي والدور قبل النهائي والنهائي. حصل على المراكز الثلاثة الأولى في الحلقة الأخيرة.

## ديسكغرفي
- The City That Never Sleeps (2020)
- All I Want for Christmas Is You (2020)
- Onto Something (2020)
- Hold You 'Til We're Old (2021)
- Here's Your Perfect (2021)
- Running Out of Roses (مع آلان ووكر) (2021)
- I Lost Myself In Loving You (2022)
- Last Call (2022)

## روابط خارجية
- جيمي ميلر (مغني) على موقع IMDb (الإنجليزية)
- جيمي ميلر (مغني) على موقع ميوزك برينز (الإنجليزية)
- جيمي ميلر (مغني) على موقع أول ميوزيك (الإنجليزية)